# 張輔之
張輔之（1547年—1629年），字爾贊，號容宇，直隸蘇州府太倉州人，民籍，明朝政治人物。

## 生平
萬曆七年（1579年）己卯鄉試六十九名，萬曆十四年（1586年）丙戌科會試六十五名，登三甲第八十一名進士。礼部观政，初授行人，十九年八月授工科给事中，二十年四月升礼科右，二十一年正月升兵科左，巡视京营，升兵科都给事中，二十七年九月升太僕寺少卿，三十年被劾去職。
万历四十六年九月，起升南太常寺卿，改南京大理寺卿。泰昌元年（1620年）十二月，升南京工部右侍郎，遷左侍郎。天啓三年（1623年）二月升南京工部尚書，同年七月致仕。

## 家族
曾祖張尤立；祖父張鯨；父張仲。母方氏。具庆下。弟张翼之。